# Cirrhochrista saltusalis
Cirrhochrista saltusalis is een vlinder uit de familie van de grasmotten (Crambidae). De wetenschappelijke naam van deze soort is voor het eerst gepubliceerd in 1893 door William Schaus.
De soort komt voor in Sierra Leone, Kameroen en Congo-Kinshasa.